# Marshfield (Vermont)
Marshfield ist eine Town im Washington County des Bundesstaates Vermont in den Vereinigten Staaten. Im Jahr 2020 lebten dort 1583 Einwohner in 743 Haushalten auf einer Fläche von 112,4 km².

## Geografie

### Geografische Lage
Marshfield liegt nordöstlich im Washington County. Im Norden liegt Cabot, im Süden Plainfield, im Westen Calais und im Osten grenzt die Town an das Caledonia County. Der U.S. Highway 2 führt in nord-südlicher Sichtung durch das Gebiet der Town. Das Village Marshfield liegt innerhalb der Town, gehört jedoch nicht zu ihr.
Der U.S. Highway 2 folgt dem Verlauf des Winooski Rivers. Von dem Abenaki Wort für Zwiebel (engl. Onion) leitet sich der Name Winooski River ab. Zu Zeiten der ersten Besiedlung noch Onion-River genannt, windet sich der Winooski River durch das Gebiet der Town.
Auf dem Gebiet der Town befindet sich der Turtlehead Pond und der Baily Pond. Beide entwässern über den Marshfield Brook in den Winooski River. Zudem gibt es weitere kleinere Seen, wie den Knob Hill Pond und Bäche, die alle in den Winooski River münden. Ein größeres Gebiet im Osten nimmt der Marshfield Forrest ein. Auf dem Gebiet der Town liegen sich mehrere Hügel wie der 599 m hohe Devils Hill oder der 405 m hohe Mays Mountain

### Nachbargemeinden
Alle Entfernungen sind als Luftlinien zwischen den offiziellen Koordinaten der Orte aus der Volkszählung 2010 angegeben.
- Norden: Woodbury, 6,7 km
- Nordosten: Cabot, 7,8 km
- Osten: Peacham, 17,2 km
- Südosten: Groton, 11,4 km
- Süden: Plainfield, 5,7 km
- Westen: East Montpelier, 16,3 km
- Nordwesten: Calais, 11,8 km

### Stadtgliederung
In der Town befindet sich das mit eigenständigen Rechten versehene Village Marshfield, welches von der Town mitverwaltet wird.

### Klima
Die mittlere Durchschnittstemperatur in Marshfield liegt zwischen −9,5 °C (15 °Fahrenheit) im Januar und 20,0 °C (68 °Fahrenheit) im Juli. Die Schneefälle zwischen Oktober und Mai liegen bei bis zu 50 Zentimetern (19,5 inch), die tägliche Sonnenscheindauer liegt am unteren Rand des Wertespektrums der USA.

## Geschichte

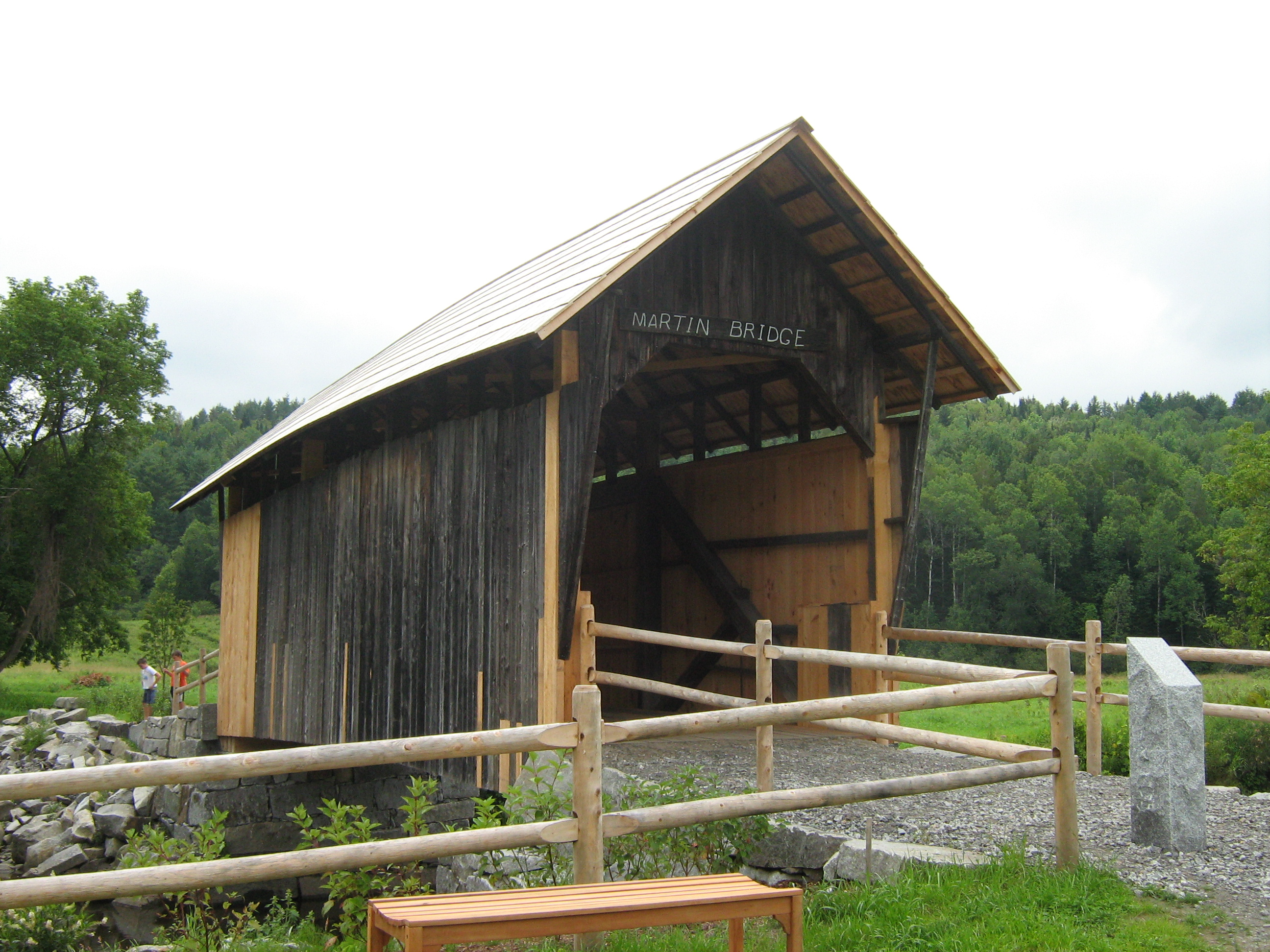
Martin Bridge

Im Versuch, mit den in diesem Gebiet lebenden Indianern ein gutes Verhältnis aufzubauen, verkauften dieses Land, welches sie selbst als Grant, der allerdings illegal war, in New York besaßen, im Jahr 1782 an Isaac Marsh. Dieser schaffte es, den Gouverneur und das Governors Council zu überzeugen, den Grant in New York in einen Grant innerhalb der Grenzen von Vermont zu tauschen. Das Gebiet wurde nach Isaac Marsh Marshfield genannt. Zwei Jahre zuvor hatte Joseph Marsh ein Verwandter von Isaac Marsh vergeblich versucht den Grant für dieses Gebiet zu bekommen. Er gehörte später aber zu den Beteiligten am Grant von Isaac Marsh.
Am Winooski River, am Kreuzungspunkt der Straßen nach Cabot, Danville und Montpelier entwickelte sich ein Dorfzentrum Marshfield Village. Kleine Industrien, wasserbetriebene Schrot- und Wollmühlen wurden an den Wasserfällen errichtet. Die Bevölkerung stieg im Jahr 1830 auf 1271 Einwohner. Danach jedoch verließen viele Siedler die Gegend und die Einwohnerzahl sank im Jahr 1950 auf 830 Einwohner.
In der Town wurde hauptsächlich Landwirtschaft betrieben. 1836 lebten auf den Farmen von Marshfield mehr als 5000 Schafe. Weizen, Gerste, Hafer, Roggen, Buchweizen, Mais und Kartoffeln wurden angebaut, sowie Wolle und Ahornzucker gewonnen. 1896 wurde eine Molkerei errichtet und Butter, Käse und Milch vermarktet. Nach dem Rückgang der Landwirtschaft bewaldeten sich viele Flächen erneut.
Im Village Marshfield gibt es noch viele erhaltene historische Gebäude, Wohnhäuser, Geschäftshäuser und Kirchen. Von den vielen hölzerne überdachten Brücken ist einzig die 1890 privat errichtete Martin Bridge erhalten geblieben. Diese befindet sich heute im Besitz der Town. Im Jahr 1873 erreichte die Montpelier and Wells River Railroad das Winooski Tal und eine Station wurde in der Nähe des Villages errichtet. Heute gehört liegt die Station an der Bahnstrecke Montpelier–Wells River. Zwei Jahre später wurde eine Telegraphenlinie entlang der Route der Eisenbahn gebaut.
Von den Bewohnern wurden bereits im 19. Jahrhundert Kirchen, bürgerliche und brüderliche Organisationen, sowie eine Stadtkapelle und Orchester gegründet. Ein Musikpavillon und eine Bibliothek folgten. In einem ehemaligen Schulgebäude dem Old Schoolhouse, umbenannt im Jahr 1993, befinden sich heute das Büro des Town Clerks, die Jaquith Library, die Marshfield Historical Society und mehrere kleine Unternehmen.

### Einwohnerentwicklung
| Volkszählungsergebnisse – Town of Marshfield, Vermont | Volkszählungsergebnisse – Town of Marshfield, Vermont | Volkszählungsergebnisse – Town of Marshfield, Vermont | Volkszählungsergebnisse – Town of Marshfield, Vermont | Volkszählungsergebnisse – Town of Marshfield, Vermont | Volkszählungsergebnisse – Town of Marshfield, Vermont | Volkszählungsergebnisse – Town of Marshfield, Vermont | Volkszählungsergebnisse – Town of Marshfield, Vermont | Volkszählungsergebnisse – Town of Marshfield, Vermont | Volkszählungsergebnisse – Town of Marshfield, Vermont | Volkszählungsergebnisse – Town of Marshfield, Vermont |
| Jahr                                                  | 1800                                                  | 1810                                                  | 1820                                                  | 1830                                                  | 1840                                                  | 1850                                                  | 1860                                                  | 1870                                                  | 1880                                                  | 1890                                                  |
| ----------------------------------------------------- | ----------------------------------------------------- | ----------------------------------------------------- | ----------------------------------------------------- | ----------------------------------------------------- | ----------------------------------------------------- | ----------------------------------------------------- | ----------------------------------------------------- | ----------------------------------------------------- | ----------------------------------------------------- | ----------------------------------------------------- |
| Einwohner                                             | 172                                                   | 513                                                   | 710                                                   | 1271                                                  | 1156                                                  | 1102                                                  | 1160                                                  | 1072                                                  | 1102                                                  | 1121                                                  |
| Jahr                                                  | 1900                                                  | 1910                                                  | 1920                                                  | 1930                                                  | 1940                                                  | 1950                                                  | 1960                                                  | 1970                                                  | 1980                                                  | 1990                                                  |
| Einwohner                                             | 1032                                                  | 1011                                                  | 898                                                   | 872                                                   | 901                                                   | 830                                                   | 891                                                   | 1033                                                  | 1267                                                  | 1331                                                  |
| Jahr                                                  | 2000                                                  | 2010                                                  | 2020                                                  | 2030                                                  | 2040                                                  | 2050                                                  | 2060                                                  | 2070                                                  | 2080                                                  | 2090                                                  |
| Einwohner                                             | 1496                                                  | 1588                                                  | 1583                                                  |                                                       |                                                       |                                                       |                                                       |                                                       |                                                       |                                                       |

## Wirtschaft und Infrastruktur

### Verkehr
Der U.S. Highway 2 folgt dem Verlauf des Winooski River und führt in nordsüdlicher Richtung von Danville im Norden nach East Montpelier im Süden zentral durch die Town. Von ihm zweigt die Vermont State Route 215 in nördlicher Richtung und die Vermont State Route 232 in östlicher Richtung ab.

### Öffentliche Einrichtungen
Es gibt in Marshfield kein Krankenhaus. Das nächstgelegene ist das Central Vermont Medical Center in Berlin.

### Bildung
Marshfield gehört mit Cabot und Plainfield zur Washington Northeast Supervisory Union.
In Marshfield gibt es keine Schule. Die zugehörige ist die Twinfield Union School in Plainfield.
Die Jaquith Public Library befindet sich am Old Schoolhouse Common in Marshfield. Hier ist auch die Verwaltung der Town.